# Tinodes turanicus
Tinodes turanicus är en nattsländeart som beskrevs av Martynov 1927. Tinodes turanicus ingår i släktet Tinodes och familjen tunnelnattsländor. Inga underarter finns listade i Catalogue of Life.